# Gnassingbé Eyadéma

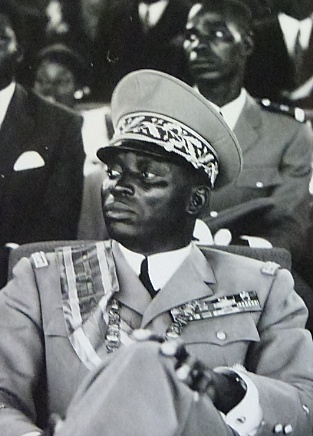
Gnassingbé Eyadéma, 1972.

Étienne Gnassingbé Eyadéma, född 26 december 1935 i Pya, Togoland, död 5 februari 2005 i ett flygplan ovanför Tunisien, var en togolesisk militär och politiker, president i Togo från 1967 till sin död. Han är i och med detta den afrikanska statschef som suttit näst längst tid vid makten i modern tid. Ekvatorialguineas president Teodoro Obiang Nguema Mbasogo tog över det rekordet i maj 2017 (tillträdde 1979).
Eyadéma föddes i en bondfamilj i norra Togo. 1953 tog han värvning i franska armén, och tjänstgjorde fram till 1961 i Indokina, Dahomey, Niger och Algeriet. Han återvände till Togo 1962, och 1963 ledde han militärkuppen mot Togos dåvarande president Sylvanus Olympio, som ersattes av Nicolas Grunitzky. Eyadéma blev sedan överstelöjtnant och militärchef, och ledde i januari 1967 en statskupp även mot Grunitzky. I april 1967 tog han själv över presidentskapet.
Eyadéma valdes om utan motkandidater 1972, 1979 och 1986. Efter att ett flerpartisystem införts i landet 1992 återvaldes han även 1993, 1998 och 2003, samtliga gånger dock under tvivelaktiga förhållanden. 1993 drog Europeiska unionen (EU) in sitt bistånd till landet i protest mot valoegentligheter och brott mot mänskliga rättigheter, och 1998 rapporterades hundratals regeringsmotståndare ha mördats. En utredning utförd av Förenta nationerna och Organisationen för afrikansk enhet fastslog att kränkningar av mänskliga rättigheter systematiskt hade skett i samband med valet. Inför valet 2003 ändrades konstitutionen för att Eyadéma återigen skulle kunna ställa upp, trots att han tidigare hade lovat att stiga undan efter sina två ämbetsperioder. Oppositionen hävdade dessutom att valet var riggat.
Eyadéma avled den 5 februari 2005 i en hjärtinfarkt, och efterträddes av sin son, Faure Gnassingbé. Eyadémas auktoritära styre drabbade landets ekonomi svårt, särskilt efter 1993 då EU införde sina sanktioner mot landet.